# 諏訪神社 (流山市)
諏訪神社（すわじんじゃ）は、千葉県流山市駒木にある神社。「駒木のお諏訪さま」または「諏訪之宮（すわのみや）」とも呼ばれている。旧社格は村社。神紋は諏訪大社下社の「明神梶」。

## 祭神
- 健御名方富命

## 歴史
現利根川水系（利根川東遷事業前は鬼怒川水系）と現江戸川水系（同事業前は太日川・渡良瀬川水系）の分水嶺にあたる台地上にある。境内には「諏訪神社遺跡」が存在しており、縄文時代後期から人が居住していたことがわかっている。
社伝によると大同2年（807年）に、天武天皇の皇子・高市皇子の後裔の一部が移住し、この地を永住の地と定め、当地開発の守護神として、信州の諏訪大社から分祀・創建されたとされる。また、それより以前、景行天皇の御代には既に祀社があったとされる。高市皇子と三輪高市麻呂の縁を示すこの神社の社伝は、大和国にある大神神社（大国主神）や筑紫国の宗像大社（宗像大神）との関わりも指摘される。なお、古くは当社の別当寺・奥の院とされた成顕寺も大同年間に空海（弘法大師）の弟子によって建立されたと伝わる。

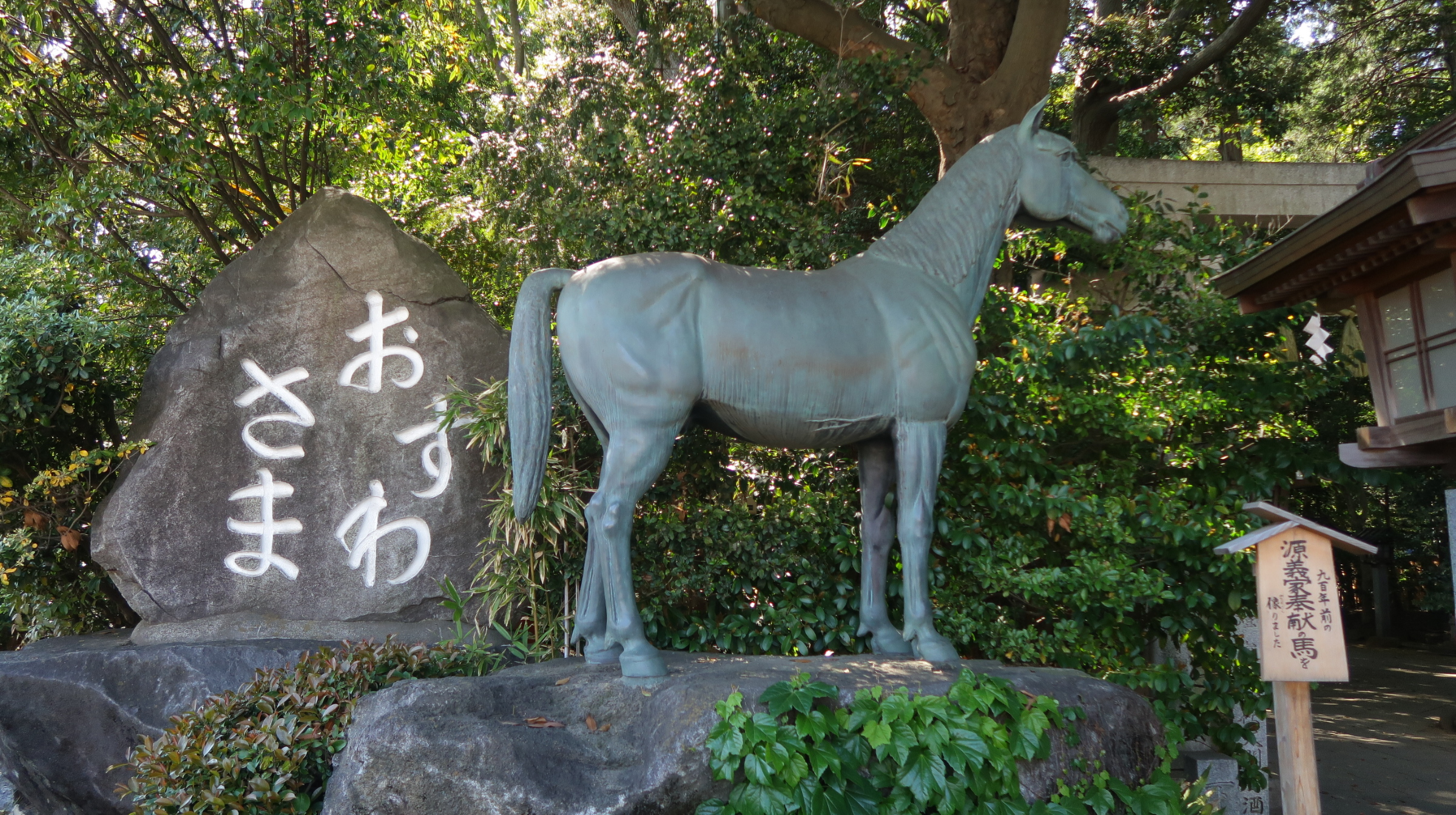
神馬像

その後、平安時代末期の武将・源義家（八幡太郎）が後三年の役で奥州に向かう際に立ち寄り、付近で軍馬の調達をした。戦勝後の帰路、諏訪神社に立ち寄って献馬をしたという伝承がある。千葉県道278号柏流山線を挟んで向かい南東側には「鞍掛」の地名が残るが、これは源義家が献馬の際に乗馬の鞍を境内の松の木に掛けたことが由来という。実際には諏訪神社付近一帯は馬の産地であり、のちに江戸幕府が軍馬牧場の小金牧として指定したが、その先史を伝えるとされる。この伝承に因み、境内には「神馬の像」および「義家献馬の像」（北村西望作）の2体の青銅像が置かれている。
江戸初期には徳川光圀が参拝したという記録が残る。明治以降、周囲に点在する神社が諏訪神社境内に遷されることが続き、多くの摂末社を抱えることとなった。付近の宮司が不在の神社での祭礼の際には、諏訪神社の宮司が派遣されることも少なくなく、一帯の中核の神社として今に至っている。敷地は約一万坪、境内の配置は第一鳥居・第二鳥居・随神門・第三鳥居・瑞垣門（神門）・摂末社と社殿であり、また鬱蒼とした大樹が茂る森を残している。

## 境内

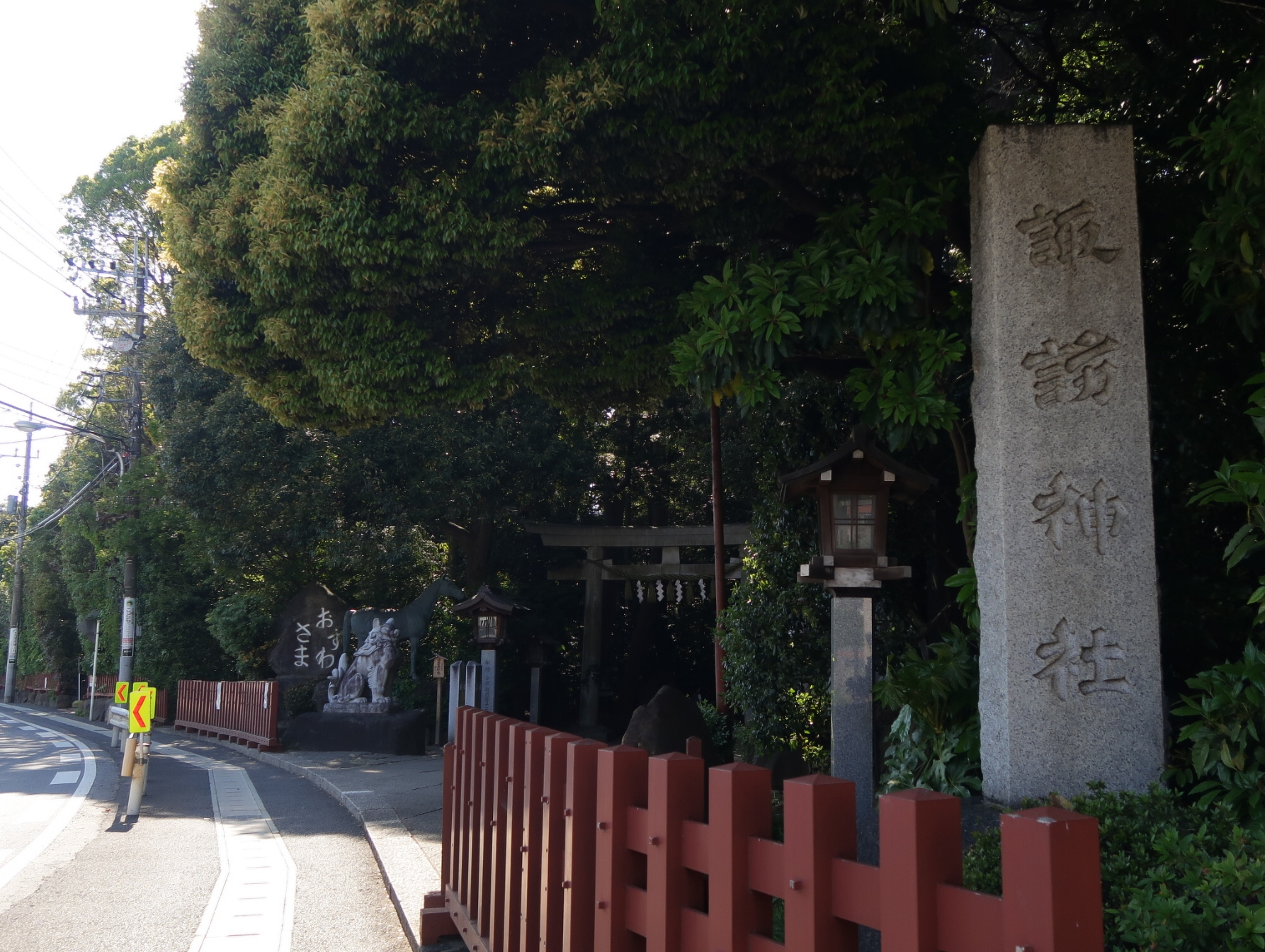
境内入口・第一鳥居

### 社殿
当神社の元の社殿は1749年（寛延2年）の火災により焼失したため、1826年（文政9年）には本殿、1846年（弘化3年）には拝殿が再建された。
本殿・幣殿・拝殿は1980年に流山市の有形文化財に指定されている。

### 御神水
江戸後期に書かれた『小金紀行』（友田次寛著）には「神垣の 杉のうつろの 真清水は つきぬ恵みの ためしなるらむ」とあるように、境内の杉の大木にある洞から湧く清水は古くから篤い信仰の対象であった。

### 摂末社
- 姫宮神社

創建時期不詳。祭神は諏訪大神の后神・八坂刀売神。元々は現諏訪神社の東側に隣接する字姫宮の、千葉県道279号豊四季停車場高田原線沿道にあったとされる。明治時代中期に引越しが行われ、諏訪神社境内に同居することとなった。もともとは、字姫宮の一帯までが連続して境内とされ、その西側に諏訪神社が、東側に姫宮神社が祀られていたものとみられている。例祭は1月20日。
- 雷神社

創建時期不詳。祭神は別雷神。元々は現諏訪神社の北側に隣接する駒木字堂台にあったとされる。明治時代中期に引越しが行われ、諏訪神社境内に同居することとなった。「農前祭」と称する例祭は5月1日。
- 天神社

祭神は菅原道真（天神）で、創建は1462年とされる。元々は現諏訪神社の北側に隣接する駒木字中台にあったとされる。1985年に引越しが行われ、諏訪神社境内に同居することとなった。並びの脇社に菅原道真の化身を祭神とする雷神社が置かれている。例祭日は3月25日。
- 国魂神社

当地方の遠祖を祀る。1887年（明治20年）、現諏訪神社の南東側に隣接する豊四季字鞍掛から板碑が出土し、里人がこれを「道灌さま」として祀ったのが当社の始まりという。1952年に引越しが行われ、諏訪神社境内に同居することとなった。例祭日は9月20日。
- 稲荷神社

創建年代不詳。いわゆる稲荷神社の系列で、祭神は宇迦之御魂神。例祭日は2月の初午の日。
- 恵比寿神社

創建年代不詳。祭神は恵比寿で、水蛭子信仰に基づく。例祭は4月23日。
- 招魂之社

創建は1949年。戦没者の慰霊を目的としたものではあるが、第二次世界大戦における氏子の戦没者をとむらうために敗戦後に建立されたものであり、国家神道・靖国信仰系の招魂社とは由来が異なる。顕彰と安鎮の祭典は4月と11月の23日。
- 大鳥神社

創建年代不詳。祭神は日本武尊と弟橘媛。例祭は11月初酉の日。

## 主な祭事
- 歳旦祭（1月1日）
- 元始祭（1月3日）
- 春祭（4月23日）
- 御涼祭（7月14日）
- 神幸祭（8月22日）
- 例祭（8月23日）
- 七五三詣（11月15日前後）
- 秋祭（11月23日）

## 拝礼の詞
かけまくもかしこき
　諏訪の大神
　はらえたまえ
　きよめたまえ
　まもりたまえ
　さきはえたまえ

## 交通アクセス
- 東武鉄道野田線 豊四季駅より徒歩約5分
- 首都圏新都市鉄道つくばエクスプレス・東武鉄道野田線 流山おおたかの森駅より徒歩約15分